# Председнички избори у САД 1840.
Председнички избори у Сједињеним Америчким Државама 1840. били су 14. четворогодишњи председнички избори, одржани од петка, 30. октобра до среде, 2. децембра 1840. Економски опоравак од панике 1837. био је непотпун, а кандидат Вигова Вилијам Хенри Харисон победио је садашњег председника Мартина ван Бјурена из Демократске странке. Избори су означили прву од две победе Виговаца на председничким изборима, али су били једини на којима су освојили већину гласова. Ово је био трећи реванш у америчкој историји, који ће се поновити тек 1892.
1839. Виговци су први пут одржали национални конгрес. На Националној конвенцији Вига из 1839. године кандидат Вилијам Хенри Харисон је победио бившег државног секретара Хенрија Клеја и генерала Винфилда Скота. Ван Бјурен се суочио са мало противљења на Демократској националној конвенцији 1840. године, али контроверзни потпредседник Ричард Ментор Џонсон није поново номинован. Демократе су тако постале једина велика странка од 1800. године која није успела да изабере кандидата за потпредседника.
Позивајући се на потпредседничког кандидата Џона Тајлера и Харисоново учешће у бици код Типеканоа, Виговци су водили кампању под слоганом „Типекано и Тајлер такође“. Пошто је Ван Бјурен ослабљен економским недаћама, Харисон је освојио већину и 234 од 294 електорска гласа. Учешће бирача је порасло пошто је бирачко право белаца постало скоро универзално, а савремени рекорд од 42,4% становништва узраста за гласање гласало је за Харисона. Ван Бхуренов губитак учинио га је трећим председником који је изгубио реизбор.
Виговци нису уживали у предностима победе. 67-годишњи Харисон, најстарији амерички председник изабран све док Роналд Реган није победио на изборима 1980. године, умро је нешто више од месец дана након инаугурације. Харисона је наследио Џон Тајлер, за који се неочекивано показало да није Виг. Док је Тајлер био упорни присталица Клеја на конвенцији, он је био бивши демократа, страствени поборник права држава и заправо независан. Као председник, Тајлер је блокирао законодавну агенду Виговаца и избачен је из Виговске партије, касније друге независне (после Вашингтона) која је служила као председник.